# ابیل یاتاق
ابیل یاتاق (به لاتین: Əbilyataq) یک منطقه مسکونی در جمهوری آذربایجان است که در شهرستان خاچماز واقع شده است. ابیل یاتاق ۵۶۳ نفر جمعیت دارد.